# Liste de films punk
Cette liste de films punk regroupe les films ayant une parenté avec le mouvement punk et/ou la  culture rock alternative.
Cette liste est trop vaste pour être représentative. Les films réalisés de façon non-commerciale avec peu de moyens et de vrais acteurs du mouvement sont sans doute les plus proches de l'esprit et de l'esthétique punk originelle caractérisé par l'hybridation et l'éclatement des formes musicales et visuelles traditionnelles et une  pauvreté de moyens maximisée par une créativité redoublée. L'emprise de la mode et la récupération commerciale après 1977 de ce mouvement rebelle spontané et créatif d'une certaine frange de la jeunesse n'est pas négligeable, bien que le mouvement continue alors à se répandre et à évoluer vers des formes de contestation plus repérables. Les clips vidéos des groupes datant des débuts du mouvement (1976/77) sont sans doute les plus représentatifs de son esthétique et de son énergie débridée ainsi que les clips réalisés par  Target vidéo (USA), L'Œil du Cyclone (Canal +), Lucrate Milk, Bérurier Noir.
On peut également citer la série Fear of a Punk Planet sortie autour des années 2000 et quasiment introuvable, relatant le quotidien de jeunes punks californiens organisant des concerts en invitant des groupes tels que NOFX, Bouncing Souls ou Sick of it All, qui apparaissent dans les épisodes.

## Années 1960
- The Velvet Underground and Nico (1966) Andy Warhol
- If.... (1968) Lindsay Anderson

## Années 1970
- Orange mécanique  (1971) Associé au Punk pour son parfum irrévérencieux et son esthétique décadente.
- The Rocky Horror Picture Show (1975) Jim Sharman. Plus Glam rock que Punk.
- The Blank Generation (1976) Amos Poe, d'après un titre de Richard Hell. Contient, entre autres, plusieurs chansons par Patti Smith, dont une version du classique Gloria (chanson de Van Morrison)
- Jubilee (1977) Derek Jarman. Avec le mannequin Jordan et divers groupes. Une vision décadente de la société anglaise.
- Crash 'n' Burn (1977) Ross McLaren
- Accélération punk  (1977) Robert Glassman  Avec  The  Clash, Jam, Stinky Toys, The Damned, Sex Pistols, etc
- The Foreigner (1978) Amos Poe, No Wave Cinema
- The Punk Rock Movie (1978) Don Letts (autre titre : The Punk Rock Movie from England)
- The Last Pogo (1978)Colin Brunton
- La Brune et moi (1979) de Philippe Puicouyoul avec Pierre Clémenti, Anouschka, Pierre-Jean Cayatte, et les groupes Marquis de Sade, Dogs, Go-Go Pigalles, Les Privés, Astroflash, Edith Nylon, The Questions (ex-Lou's). Bande son, Taxi Girl, Artefact, Ici Paris.
- Over the Edge (1979) de Jonathan Kaplan
- Rock 'n' Roll High School (1979) Roger Corman Film commercial avec musique des Ramones.
- Mad Max (1979)  Plus  Hells Angels que Punk.
- UK Subs: Punk Can Take It (1979) Julian Temple

## Années 1980
- Breaking Glass (1980), avec Hazel O'Connor
- The Great Rock 'n' Roll Swindle (1980)  Film commercial de Julien Temple retraçant l'aventure des Sex Pistols selon Malcolm Mac Laren avec des passages en Dessin animé.
- Times Square (1980)
- Rude Boy (1980)
- D.O.A. (en) (1981[réf. nécessaire]) Film sur la scène américaine ?
- Downtown 81 (1981)
- Ladies and Gentlemen, The Fabulous Stains (1981)
- The Decline of Western Civilization (1981) Penelope Spheeris
- Urgh! A Music War (1981)
- Liquid Sky (1982)
- Ebba the movie (1982)
- Class of 1984 (1982), film commercial avec récupération du look punk "iroquois".
- The Atomic Cafe (1982) Kevin Rafferty
- UK/DK : A film about Punks and Skinheads
- Cop Killer (1983)
- Valley Girl (1983)
- Another State of Mind (1984)
- Dudes (1984[réf. nécessaire])  Penelope Spheeris
- Suburbia (1984)  Penelope Spheeris
- Repo Man (1984) Alex Cox
- Le Retour des morts-vivants (1985)
- Sid and Nancy (1986) Alex Cox, exploitation commerciale de la vie de Sid Vicious.
- Thrashin' (1986)
- Rad (film) (1986) Hal Needham
- X: The Unheard Music (1986)
- Dogs In Space (1987) John Lurie
- Straight to Hell (1987) Joe Strummer, Courtney Love
- Eat the Rich (film) (1987)
- Tapeheads (1988)
- Roadkill (1989)

## Années 1990
- Terminal City Ricochet (1990)
- 1991: The Year Punk Broke (1992)
- True Romance (1992)
- The Yo-Yo Gang (1992) G.B. Jones
- Franks Wild Years (1994) Jesse Richards
- Hated: GG Allin and the murder junkies (1994) Todd Phillips
- Dika: Murder City (1994) Michael D. Moore
- Youngblood (1995) Harris Smith
- Tank Girl (1995)
- Hard Core Logo (1996)
- Queercore: A Punk-U-Mentary (1996) Scott Treleaven
- Hype! (1996) Doug Pray
- Trainspotting (1996)
- She's Real, Worse Than Queer (1997) Lucy Thane
- Outsider (1998) Andrej Košak
- Vennaskond. Millennium (1998) Tõnu Trubetsky
- Pecker (1998) John Waters
- SLC Punk! (1999)
- Detroit Rock City (1999)

## Années 2000
- L'Obscénité et la Fureur (The Filth and the Fury) (2000) Julien Temple Retour sur l'aventure des Sex Pistols et la signification du mouvement de 1977. Interviews de Johnny Rotten et autres rescapés. Un vrai documentaire sur l'histoire du Punk anglais.
- The Clash: Westway To The World (2000)
- Engel Und Joe (2001)
- Was Tun, Wenn's Brennt? (2001)
- Luster (2002) Everett Lewis
- 24 Hour Party People (2002) Michael Winterbottom
- The Ramones and I (2002) Rusty Nails
- Punk Rock Holocaust (2003)
- Rise Above: A Tribe 8 Documentary (2003) Tracy Flannigan
- Shooting at the Moon (2003) Jesse Richards
- Boston Beatdown Vol. 1 et 2 (2004) Plusieurs réalisateurs
- End of the Century: The Story of the Ramones (2004)
- Vennaskond. Sügis Ida-Euroopas (2004) Tõnu Trubetsky
- Beyond The Screams: A U.S. Latino Hardcore Punk Documentary (2004) Martin Sorrondeguy
- Punk: Attitude (2005) Don Letts
- Afro-punk (2005) Matt Davis et 3 autres réalisateurs
- Loren Cass (2006) Chris Fuller
- What We Do Is Secret (2006) Rodger Grossman
- American Hardcore (2006) Paul Rachman
- Punk's Not Dead (2007) Susan Dynner
- Ex Drummer (2007) Koen Mortier
- Joe Strummer: The Future Is Unwritten (2007) Julien Temple
- New Wave (2008) Gaël Morel
- Kaboom (2009) Gregg Araki

## Années 2010
- Punk (2012) Jean-Stéphane Sauvaire
- Le Grand Soir (2012) Benoît Delépine et Gustave Kervern
- Bye bye Blondie (2012) Virginie Despentes
- American Idiot (2013 ?) tiré de l'album éponyme de Green Day.
- Punk's Dead (en) (2016) de James Merendino.
- À mort les hippies !! Vive le punk ! (Tod den Hippies!! Es lebe der Punk) (2015) d'Oskar Roehler

## Années 2020
- Punk the Capital: Construire un mouvement sain[1],[2] (2021)
- Fainéant.es (2024) de Karim Dridi